# Cykl Pendragon
Cykl Pendragon – cykl książek, którego autorem jest D.J. MacHale, producent filmowy, scenarzysta i reżyser.

## Cykl
Cykl składa się z 10 tomów: Wędrowiec; Zaginione Miasto Faar; Wojna, której miało nie być; Wirus rzeczywistości; Czarna Woda; Rzeki Zadaa; Quillańskie igrzyska, Pielgrzymi z Rayne, Panowanie kruka oraz Żołnierze Halli. Ostatni tom wydano w Polsce 12 września 2012 roku.

## Książki
- Wędrowiec
  - wydana: 2002 (Polska: 2007)
  - tytuł oryginału: Pendragon. The Merchant of Death

Pierwszy tom opowiada o Bobbym Pendragonie, zakochanym 14-latku. Pendragon dowiaduje się, że oprócz Ziemi istnieje wiele innych stref. Niespodziewanie przedostaje się w obszar jednego z takich wymiarów, zwanego Denduronem. Tam okazuje się, że jest wybrańcem, Wędrowcem, który musi ratować mieszkańców z innych światów. Na Denduronie dwa plemiona – Milago i Bedoowianie – walczą ze sobą. Bedoowianie chcą od Milago lazurytu (w danej strefie najwartościowszy kamień). Jeżeli dziennie nie zdobędą go tyle, ile waży wybierany codziennie członek plemienia Milago, wybrany ginie. Wszystko to za sprawą Saint Dane'a, każącego na Denduronie nazywać się Mallosem. Bobby musi temu zapobiec. W końcu jemu, towarzyszącej mu partnerce, Loor, i wujkowi Pressowi udaje się pogodzić dwa plemiona.
- Zaginione miasto Faar
  - wydana: 2003 (Polska: 2007)
  - tytuł oryginału: Pendragon. The Lost City of Faar

Bobby musi uratować podwodną strefę o nazwie Cloral przed Saint Dane’em, który chce ją zatruć. Z pomocą świeżo upieczonego Wędrowca z tej strefy, Vo Spadera, zamierza odkryć, czy legenda o Faar jest prawdziwa i jak Saint Dane zamierza to wykorzystać.
- Wojna, której miało nie być
  - wydana: 2003 (Polska: 2007)
  - tytuł oryginału: Pendragon. The Never War

Tym razem Bobby i przyjaciele muszą uratować wszystkie 3 strefy Ziemi. Czy dojdzie do II wojny światowej? Czy Bobby powstrzyma okrutnego Saint Dane'a? Czy wojna musi wybuchnąć? A jeśli nie, to czy byłoby to dla nas dobre?
- Wirus rzeczywistości
  - wydana: 2003 (Polska: 2008)
  - tytuł oryginału: Pendragon. The Reality Bug

Aja Killian, Wędrowiec z Veeloxu, wzywa Bobby’ego na pomoc. Okazuje się, że Saint Dane, mimo jej zabezpieczeń, wślizgnął się do tej strefy i zamierza spowodować katastrofę. Sam Veelox okazuje się być zaawansowaną technologicznie strefą – wszyscy ludzie żyją zamknięci w symulacjach swojego życia, powodujących, że każdy może dowolnie wyobrazić sobie swoje istnienie. Brzmi ciekawie, jednak nie musi być to dobre.
- Czarna woda
  - wydana: 2004  (Polska: 2009)
  - tytuł oryginału: Pendragon. The Black Water

Bobby Pendragon udaje się do kolejnej zagrożonej strefy, w której najinteligentniejszymi istotami są wielkie koty, a krwiożercze quigi mają ludzką postać. Nie to stanowi jednak największe zagrożenie. Demoniczny Saint Dane sprowadził na Eelong truciznę z Cloralu i strefę może uratować tylko clorańskie antidotum. Problem polega na tym, że według reguł rządzących Hallą nie wolno przenosić niczego pomiędzy strefami. Czy, jak twierdzi Saint Dane, rzeczywistość nieodwracalnie się zmieniła i można łamać odwieczne zasady? Bobby staje przed trudnym wyborem, a walka z okrutnym i nieprzewidywalnym demonem coraz bardziej się komplikuje.
- Rzeki Zadaa
  - wydana: 2006  (Polska: 2009)
  - tytuł oryginału: Pendragon. The Rivers of Zadaa

Trwa walka dobra ze złem, a Bobby Pendragon podąża za Saint Dane’em na terytorium Zadaa. Wpływy Saint Dane’a podsyciły tu ogień niezadowolenia pomiędzy dwoma plemionami, będącymi w stanie wojny: Rokadorów i Batu. Zadaa jest to także terytorium, na którym mieszka Wędrowiec Loor, jako członkini plemienia Batu. Ona i Bobby muszą wspólnie pracować nad tym, aby udaremnić wysiłki Saint Dane’a, mające na celu zniszczenie Zadaa.
- Quilliańskie igrzyska
  - wydana: 2006  (Polska: 2010)
  - tytuł oryginału: Pendragon. The Quillan Games

Quillanowi grozi upadek. Władzę absolutną sprawuje tam korporacja, która zmusza wszystkich do udziału w rozmaitych rozgrywkach, często na śmierć i życie, i do obstawiania zwycięzców. Przegranych czeka okrutny los. Cała strefa funkcjonuje jak jeden wielki salon gier. Przemysłem tym zawiaduje para „mistrzów ceremonii” i oczywiście Saint Dane.
Bobby Pendragon szybko się przekonuje, że aby ocalić strefę, musi pokonać Veego i LaBerge'a w ich własnej grze. Stawka jest jednak o wiele większa niż uratowanie Quillanu, a nawet życie Bobby’ego. Jeśli wygra, Saint Dane zdradzi mu, kim naprawdę są Wędrowcy.
- Pielgrzymi z Rayne
  - wydana: 2007  (Polska: 2011)
  - tytuł oryginału: Pendragon. The Pilgrims of Rayne

Bobby przenosi się na Ibarę, która okazuje się być częścią Veeloxu, powstaje ona z inicjatywy Ai Killian, która w ten sposób chroni ludzkość przed zagładą, jest kolonią, jej mieszkańcy potomkami phadderów i vedderów (odpowiedzialnych za Symżycie). Saint Dane zbiera armię dadosów z Quillanu i za pomocą statków z Cloralu uderza na małą wysepkę – Ibarę. Bobby przestaje grać fair, za wszelką cenę chce pokonać Saint Dane'a zdobywa tak z Denduronu i używa go do obrony innej strefy. Plan się udaje i wszystkie dadosy zostają zniszczone, Pendragon odsyła Wędrowców do swoich stref (Aldera i Siriego) po czym wysadza rynnę i zostaje w Ibarze z Saint Dane’em. Czy na zawsze?
- Panowanie kruka
  - data wydania: 2008  (Polska: 2011)
  - tytuł oryginału: Pendragon. Raven Rise

Rozpoczyna się ostateczna rozgrywka o Hallę. Granice pomiędzy strefami zostały zburzone, przyszłość drugiej ziemi została nieodwracalnie zmieniona, a Bobby Pendragon porzuca rolę wędrowca i staje się obywatelem Ibary.
Na wędrowca drugiej ziemi zostaje wybrana nowa osoba, która staje po stronie Santa Dane'a. Wszędzie w strefach ziemskich słyszy się nazwę „Ravianie”. Okazuje się, że to ruch osób wiedzących o strefach i Halli, jednak niebędących wędrowcami ani akolitami.
Tymczasem walka zbliża się do końca, a wszystkie strefy mieszają się coraz bardziej.
- Żołnierze Halli
  - data wydania: 2009 (Polska: 2012)
  - tytuł oryginału: Pendragon. The Soldiers of Halla